# Alliance française de Rybnik
L’Alliance française de Rybnik a été créée en 1991 auprès de la bibliothèque publique de Rybnik en liaison avec la municipalité de Rybnik et le Comité polonais de coopération avec l'Alliance française (Polski Komitet Współpracy z Alliance Française) fonctionnant auprès de l'Université de Varsovie. 
À compter de 2007, elle s'est constituée en association « Stowarzyszenie Alliance Francaise w Rybniku » (KRS 0000293496), créée en 2007, ul. ks. Józefa Szafranka 7, 44-200 Rybnik.
L'Alliance Française de Rybnik a décidé le 26 juin 2013, les recettes étant insuffisantes pour garantir la pérennité de l'association, de cesser ses activités à la date du 1er juillet 2013. Ses actifs ont été transférés à l'Alliance française de Katowice ou à des établissements scolaires de la ville.

## Activités
L'Alliance française de Rybnik  proposait des cours de langue française pour adultes et enfants à tous les niveaux, de l'initiation aux niveaux avancés, ainsi que des cours spécifiques, ainsi que la possibilité de passer des diplômes de français.
Elle offrait une médiathèque proposant des périodiques et des ouvrages écrits (environ 5 000 volumes) et numériques (CD, DVD) .
Elle organisait des événements culturels. La charte signée avec l'association Mazamet - Rybnik aide l'Alliance française à organiser « les semaines françaises en Pologne » et  « les semaines polonaises en France » afin de promouvoir les deux cultures.

## Administration
- Présidente : Lidia Blazel Marszolik, musicienne
- Vice-président : Henryk Kobiałko, historien
- Vice-présidente : Aleksandra Kotas, professeur de lycée

- Directrice : Elżbieta  Paniczek
- Directrice adjointe : Jolanta Kula